# Équipe cycliste EF Education-Aevolo
L'équipe cycliste EF Education-Aevolo est une équipe cycliste masculine américaine ayant le statut d'équipe continentale. Créée en 2017, elle est dirigée par Michael Creed. Elle n'engage que des coureurs de moins de 23 ans, qu'elle a vocation à former.

## Histoire de l'équipe
L'équipe Aevolo est fondée en 2017 par Steven van der Zwan, qui en est le propriétaire. Il engage un directeur, Michael Creed, ancien coureur professionnel, directeur sportif de l'équipe SmartStop puis entraîneur de l'équipe américaine aux Jeux paralympiques de 2016. Durant sa première saison, l'équipe compte dix coureurs, dont Gage Hecht, champion des États-Unis sur route junior, Lance Haidet, champion des États-Unis de cyclo-cross espoirs, et Zeke Mostov, médaillé de bronze au championnat du monde du contre-la-montre juniors.
En 2018, l'effectif passe à douze coureurs. Luis Villalobos remporte le championnat du Mexique contre-la-montre, le classement de meilleur jeune du Tour de l'Utah en terminant huitième du classement général, et est recruté par l'équipe WorldTour EF Education First-Drapac. En août, Gage Hecht apporte à l'équipe sa première victoire sur le calendrier UCI en gagnant la première étape de la Colorado Classic. En 2022, elle perd son statut d'équipe continentale.
En 2025, elle redevient une équipe continentale et prend le nom d'EF Education-Aevolo, pour devenir l'équipe réserve de la formation World Tour EF Education-EasyPost.

## Dopage
Le 18 mai 2020, l'Union cycliste internationale annonce que Luis Villalobos qui est membre de l'équipe World Tour EF Pro Cycling est provisoirement suspendu. Il a été contrôlé positif hors compétition le 25 avril 2019 au GHRP-6, une hormone de croissance, alors qu'il était à ce moment-là membre de l'équipe Aevolo. L'équipe EF Pro Cycling suspend le coureur et regrette d'avoir appris l'existence du contrôle positif plus d'un an après le test, ce qui lui aurait permis d'éviter d'engager Villalobos. Il est finalement suspendu 4 ans, soit jusqu'au 17 mai 2024.

## Principales victoires

### Championnats nationaux
- Championnats des États-Unis sur route : 3
  - Course en ligne espoirs : 2018 (Alex Hoehn) et 2019 (Lance Haidet)
  - Contre-la-montre espoirs : 2018 (Gage Hecht)
- Championnats du Mexique sur route : 2
  - Contre-la-montre : 2018 et 2019 (Luis Villalobos)

## Classements UCI
L'équipe participe aux épreuves des circuits continentaux et principalement les courses du calendrier de l'UCI America Tour. Le tableau ci-dessous présente les classements de l'équipe sur le circuit, ainsi que son meilleur coureur au classement individuel. 
UCI America Tour
| UCI America Tour | UCI America Tour       | UCI America Tour                          | UCI America Tour |
| Année            | Classement par équipes | Meilleur coureur au classement individuel |                  |
| ---------------- | ---------------------- | ----------------------------------------- | ---------------- |
| 2017             | 28e                    | Jack Burke (43e)                          |                  |
| 2018             | 12e                    | Luis Villalobos (25e)                     |                  |
| 2019             | 13e                    | Gabriel Rojas (112e)                      |                  |
| 2020             | 17e                    | Charles-Étienne Chrétien (127e)           |                  |
| 2021             | 11e                    | Sean McElroy (112e)                       |                  |
|                  |                        |                                           |                  |
| Source : UCI     |                        |                                           |                  |

L'équipe est également classée au Classement mondial UCI qui prend en compte toutes les épreuves UCI et concerne toutes les équipes UCI.
| Classement mondial | Classement mondial     | Classement mondial                        | Classement mondial |
| Année              | Classement par équipes | Meilleur coureur au classement individuel |                    |
| ------------------ | ---------------------- | ----------------------------------------- | ------------------ |
| 2017               | -                      | Jack Burke (872e)                         |                    |
| 2018               | -                      | Luis Villalobos (708e)                    |                    |
| 2019               | 139e                   | Gabriel Rojas (924e)                      |                    |
| 2020               | 165e                   | Charles-Étienne Chrétien (1443e)          |                    |
| 2021               | 108e                   | Sean McElroy (908e)                       |                    |
|                    |                        |                                           |                    |
| Source : UCI       |                        |                                           |                    |

## EF Education-Aevolo en 2025
Effectif
| Effectif 2025            | Effectif 2025     | Effectif 2025       | Effectif 2025                                 |
| Cycliste                 | Date de naissance | Pays                | Équipe précédente                             |
| ------------------------ | ----------------- | ------------------- | --------------------------------------------- |
| Miguel Ángel Marín       | 24 février 2006   | Colombie            |                                               |
| Kellen Caldwell          | 16 août 2003      | États-Unis          | Team California (2024)                        |
| Magnus Carstensen        | 1 janvier 2006    | Royaume du Danemark | Team Mascot Workwear (2024)                   |
| Joshua Golliker          | 23 mars 2004      | Royaume-Uni         | Équipe continentale Groupama-FDJ (2024)       |
| Gavin Hlady              | 1 février 2003    | États-Unis          |                                               |
| Noah Hobbs               | 23 juillet 2004   | Royaume-Uni         | Équipe continentale Groupama-FDJ (2024)       |
| Linus Larsson            | 21 juillet 2006   | Suède               | Willebrord Wil Vooruit (2024)                 |
| Ian Lopez de San Roman   | 28 octobre 2003   | États-Unis          | Rio Grande Elite Cycling (2022)               |
| Colby Simmons            | 16 octobre 2003   | États-Unis          | Team Visma \| Lease a Bike Development (2024) |
| Noah Streif              | 7 avril 2006      | États-Unis          | EF Education-ONTO (2024)                      |
| Jenthe Verstraete        | 4 février 2006    | Belgique            | Crabbé-Dstny Juniors (2024)                   |
|                          |                   |                     |                                               |
| Source : ProCyclingStats |                   |                     |                                               |

Victoires
| Victoires | Victoires | Victoires | Victoires | Victoires | Victoires |
| Date      | Course    | Pays      | Classe    | Vainqueur |           |
| --------- | --------- | --------- | --------- | --------- | --------- |